# Jovan Mijatović
Jovan Mijatović (serb. Јован Мијатовић; ur. 11 lipca 2005 w Belgradzie) – serbski piłkarz, obecnie grający w Nowym Jorku.

## Kariera klubowa
Absolwent akademii piłkarskiej Crvena Zvezda. Wiosną 2021 roku doznał poważnej kontuzji kolana, która wykluczyła go z gry na kilka miesięcy. W sezonie 2021/22 pomógł młodzieżowej drużynie Crvenej Zvezdzie zdobyć tytuł mistrzowski. Od lipca do września 2022 roku grał w klubie „Grafičar”, strzelając 5 goli w 8 meczach w serbskiej Pierwszej Lidze. We wrześniu powrócił do Crvenej Zvezdy i awansował do pierwszego zespołu, otrzymując koszulkę z numerem 9, którą wcześniej nosił Milan Pawkow. 13 października 2022 roku zadebiutował w podstawowym zespole Crveny Zvezdy w meczu Ligi Europy przeciwko Ferencvarosowi. 30 października zadebiutował w serbskiej Superlidze w meczu przeciwko Kolubarze. 16 grudnia 2023 roku zdobył hat-tricka w meczu ze Spartakiem (Subotica). 
19 lutego 2024 roku przeniósł się do klubu MLS New York City FC, podpisując kontrakt do końca sezonu 2028 z opcją przedłużenia o sezon 2029. Swój debiut w American League zaliczył 24 lutego w meczu otwarcia sezonu 2024 przeciwko Charlotte, wchodząc na boisko w 61. minucie zastępując Juliana Fernandeza.